# Пелиссье, Филипп
Филипп Пелиссье (фр. Philippe Pélissier; 30 ноября 1947 года, Булонь-Бийанкур, Франция) — фигурист из Франции, серебряный призёр чемпионатов Франции 1968 и 1969 годов, участник зимних Олимпийских игр 1964 и 1968 годов в мужском одиночном катании, а также трёхкратный чемпион Франции в парном катании 1960—1962 годов. Выступал в паре с Мишель (Мишелин) Жубер. Позднее работал тренером и спортивным консультантом  на телеканале Евроспорт.

## Спортивные достижения

### Мужчины
| Соревнования/Сезоны     | 1962-63 | 1963-64 | 1964-65 | 1965-66 | 1966-67 | 1967-68 | 1968-69 |
| ----------------------- | ------- | ------- | ------- | ------- | ------- | ------- | ------- |
| Зимние Олимпийские игры |         | 23      |         |         |         | 13      |         |
| Чемпионаты мира         |         |         |         |         |         | 12      | 12      |
| Чемпионаты Европы       | 16      | 11      | 9       |         | 9       | 9       | 5       |
| Чемпионаты Франции      | 3       | 3       | WD      | 3       | 3       | 2       | 2       |
| Зимние Универсиады      |         |         |         | 3       |         |         |         |

* WD = Снялся с соревнований из-за травмы

### Пары
| Соревнования/Сезоны | 1960 | 1961 | 1962 |
| ------------------- | ---- | ---- | ---- |
| Чемпионаты Франции  | 1    | 1    | 1    |